# Гуфта
Гуфта (осет. Гуфта, груз. გუფთა) , или Гупта — село в Дзауском районе Южной Осетии.
Центр Гуфтинской сельской администрации в РЮО.
Расположено в месте слияния рек Большая Лиахва и Паца. Гуфта занимает важное место в транспортной системе республики, через неё проходит Транскавказская автомагистраль и Зарская дорога.
Состоит из двух сёл: расположенного ближе к реке села Большая Гуфта (Диди-Гупта) и расположенного восточнее села Малая Гуфта (Земо-Гупта).

## Население
Население представлено в основном осетинами.
| 1987 | 2015 |
| ---- | ---- |
| 140  | ↗183 |

## История
В селе Диди-Гупта в 2007 году планировался наблюдательный пункт ОБСЕ и Смешанных сил по поддержанию мира для наблюдения за соблюдением российской стороной договорённостей, достигнутых в Сочинских соглашениях в 1991 году, а также для предотвращения поступления с российской стороны контрабандных товаров и оружия. Однако грузинская сторона не поддержала план, и к началу войны 2008 года район села Гупта оставался без миротворческого контроля.
Мост через реку Паца подвергался авиационным атакам во время войны в Грузии в 2008 году.

## Достопримечательности
- Мост через реку Паца[9].
- Старый Гуфтинский мост — сооружение соединяет два берега у села Гуфта, в районе слияния двух рек Большой Лиахвы и Фацдон (Паца). В настоящее время мост потерял своё значение из-за построенного рядом более современного моста.
- Святилище Гуфтайы дзуар.
- Вывеска «ЦВЕТИ ОСЕТИЯ МОЯ !».

## Топографические карты
- Лист карты K-38-52 Джава. Масштаб: 1 : 100 000. Состояние местности на 1987 год. Издание 1989 г.